# Gabriel V (patriarcha Serbii)
Gabriel V, imię świeckie Gavrilo Dožić, Гaврилo Дoжић (ur. 17 maja 1881 we Vrujci, zm. 7 maja 1950 w Belgradzie) – serbski duchowny prawosławny, patriarcha Serbskiego Kościoła Prawosławnego w latach 1938–1950.

## Życiorys
Po ukończeniu szkoły w rodzinnej miejscowości kontynuował naukę w Belgradzie. W 1909 ukończył studia teologiczne na uniwersytecie ateńskim, tam też obronił pracę doktorską z teologii prawosławnej. 1 grudnia 1911 został wybrany nowym metropolitą eparchii raszko-prizreńskiej (chirotonia w dniu 4 grudnia 1911), awansowanej wkrótce potem do rangi archidiecezji.
W latach 1915–1918 był internowany przez władze austro-węgierskie w Ceglédzie. W listopadzie 1918 należał do grupy inicjatorów zjednoczenia Cerkwi czarnogórskiej i serbskiej.
W latach 1920–1938 sprawował urząd metropolity Czarnogóry i Przymorza. 21 lutego 1938 został wybrany 51. patriarchą Serbskiego Kościoła Prawosławnego. Udało mu się zakończyć konflikt pomiędzy rządem Jugosławii a Serbskim Kościołem Prawosławnym, dotyczącym konkordatu ze Stolicą Apostolską, zdejmując z premiera Stojadinovicia klątwę nałożoną przez patriarchę Barnabę. W marcu 1941 należał do zwolenników przewrotu antyrządowego, skierowanego przeciwko układowi o przystąpieniu Jugosławii do Osi.
6 kwietnia 1941, po niemieckich bombardowaniach Belgradu opuścił stolicę i schronił się w klasztorze Rakovica, a następnie w klasztorze Ostrog, skąd został przewieziony przez Niemców do Belgradu i umieszczony w areszcie domowym. W 1944 trafił do obozu koncentracyjnego w Dachau, ale już w grudniu 1944 został zwolniony i internowany w Wiedniu. Powrócił do kraju w listopadzie 1946. Był co prawda przeciwnikiem komunizmu, nie zgadzał się na wyodrębnienie Kościoła macedońskiego, ale do końca życia nie wystąpił oficjalnie przeciwko nowym władzom.
Pochowany w soborze św. Michała Archanioła w Belgradzie.